# Gabriel Terra
José Luis Gabriel Terra Leivas (Montevideo, 1º  agosto 1873 – Montevideo, 15 settembre 1942) è stato un avvocato, politico, professore, cattedratico, economista, scrittore e statista uruguaiano.
Tra il 1900 e il 1939 ha prestato i suoi servizi come consulente di rilievo a tutti i governi uruguaiani in materia diplomatica, economica e finanziaria. Tra il 1907 e il 1922 ha occupato importanti ministeri e ha fatto parte del Consiglio Nazionale di Amministrazione tra il 1926 e il 1929. Ha governato come Presidente Costituzionale dal 1º marzo 1931 fino al suo autogolpe di Stato del 31 marzo 1933, iniziando il periodo storico denominato "dittatura di Terra" o "governo di Marzo". Ha governato ad interim fino al 1º marzo 1934, ha dissolto il Consiglio e ha ripristinato il sistema di esecutivo unico tramite la Costituzione del 1934, governando fino all'11 giugno 1938.
Popolarmente tra gli uruguaiani, il suo periodo de facto compreso tra il 1933 e il 1934 è associato con la "dictablanda" a causa del carattere civile e pacifico in cui è stato realizzato il golpe, in contrasto con il contesto latinoamericano.
Nel 1938 è diventato Presidente del Banco de la República Oriental del Uruguay, ma nello stesso anno ha lasciato l'incarico a causa di un ictus che lo ha lasciato paralitico per 4 anni, fino alla sua morte quasi in povertà estrema il 15 settembre 1942.